# Anacroneuria laminata
Anacroneuria laminata is een steenvlieg uit de familie borstelsteenvliegen (Perlidae). De wetenschappelijke naam van de soort is voor het eerst geldig gepubliceerd in 1923 door Klapálek.